# Natur-film (Klosterhedens Skovdistrikt)
|  | Denne artikel er oprettet af botten Steenthbot ud fra en ekstern database. Den kan derfor have sproglige fejl eller mangler. Denne skabelon kan fjernes efter kontrol af indholdet. |

Natur-film (Klosterhedens Skovdistrikt) er en dansk dokumentarfilm instrueret af Leif Ahlmann Olesen.